# Bithynia quintanai
Bithynia quintanai es una especie de molusco gasterópodo de la familia Bithyniidae.

## Distribución geográfica
Es endémica del noroeste de Mallorca (España).  